# Miljkovica
Miljkovica (cyr. Миљковица) – wieś w Serbii, w okręgu toplickim, w mieście Prokuplje. W 2011 roku liczyła 34 mieszkańców.